# Italy Is Burning Compilation
Italy Is Burning Compilation è un album discografico pubblicato in Italia nel luglio del 2007.
La compilation è firmata in collaborazione con Linus e Radio Deejay e contiene Frangetta, de Il deboscio, il tormentone delle discoteche italiane.
La canzone originale è riferita alla vita stereotipata di una ragazza di Milano. Nella compilation sono state inserite le versioni di Frangetta da tutta Italia inviate dai radioascoltatori della trasmissione Deejay chiama Italia, che parlano della loro città.
Ci sono le versioni di Roma, Cagliari, Ivrea, Bergamo, Lecce, Corsico, Ascoli, Napoli, Palermo, Mantova e Torino. Vi è anche una versione in dialetto calabrese.
Le versioni remixate delle varie città di Frangetta sono molte di più, e sono diventate un vero fenomeno di Internet diffondendosi come canzoni singole o come video su YouTube di numerosissime città e cittadine italiane e addirittura di singoli quartieri.
Nel remix si sono cimentati ed hanno realizzato la propria versione anche artisti come Crookers, Rocco Tanica (di Elio e le Storie Tese) e Club Dogo.

## Tracce
1. Frangetta - Roma is burning
2. Frangetta - Cagliari is burning
3. Frangetta - Ivrea is burning
4. Il Deboscio - uncensored
5. Il Deboscio & Club Dogo - Frangetta vs Club Dogo
6. Frangetta - Bergamo is burning
7. Frangetta - Sono una Indie Rocker
8. Frangetta - Lecce is burning
9. Frangetta - Firenze is burning
10. Il Deboscio & Ciskoman - Corsico is burning
11. Frangetto - Il Deboscio
12. Frangetta - Vincenzo Monti is burning
13. Frangetta - Ascoli is burning
14. Frangetta - Calabria is burning
15. Frangetta - Napoli is burning
16. Frangetta - Mantova is burning
17. Frangetta - Palermo is burning
18. Frangetta - Torino is burning
19. Il Deboscio & Crookers - Frangetta vs Limonare
20. Crookers & Il Deboscio - Limonare vs Frangetta
21. Il Deboscio & Rocco Tanica - Frangetta orgasma Gianluca Gianluchi